# Бей-Хилл (Флорида)
Бей-Хилл (англ. Bay Hill) — статистически обособленная местность, расположенная в округе Ориндж (штат Флорида, США) с населением в 5177 человек по статистическим данным переписи 2000 года.

## География
По данным Бюро переписи населения США статистически обособленная местность Бей-Хилл имеет общую площадь в 6,73 квадратных километров, из которых 6,47 кв. километров занимает земля и 0,26 кв. километров — вода. Площадь водных ресурсов округа составляет 3,86 % от всей его площади.
Статистически обособленная местность Бей-Хилл расположена на высоте 30 м над уровнем моря.

## Демография
| Год переписи        | Нас. |  | %±    |
| ------------------- | ---- |  | ----- |
| 1990                | 5346 |  | —     |
| 2000                | 5177 |  | −3,2% |
| 1990–2000 Источник: |      |  |       |

По данным переписи населения 2000 года в Бей-Хилл проживало 5177 человек, 1500 семей, насчитывалось 1786 домашних хозяйств и 1947 жилых домов. Средняя плотность населения составляла около 769,24 человек на один квадратный километр. Расовый состав населённого пункта распределился следующим образом: 85,11 % белых, 2,28 % — чёрных или афроамериканцев, 0,17 % — коренных американцев, 9,52 % — азиатов, 2,28 % — представителей смешанных рас, 0,64 % — других народностей. Испаноговорящие составили 5,70 % от всех жителей статистически обособленной местности.
Из 1786 домашних хозяйств в 39,2 % воспитывали детей в возрасте до 18 лет, 76,3 % представляли собой совместно проживающие супружеские пары, в 5,4 % семей женщины проживали без мужей, 16,0 % не имели семей. 12,4 % от общего числа семей на момент переписи жили самостоятельно, при этом 4,1 % составили одинокие пожилые люди в возрасте 65 лет и старше. Средний размер домашнего хозяйства составил 2,90 человек, а средний размер семьи — 3,17 человек.
Население статистически обособленной местности по возрастному диапазону по данным переписи 2000 года распределилось следующим образом: 26,5 % — жители младше 18 лет, 5,6 % — между 18 и 24 годами, 25,0 % — от 25 до 44 лет, 32,2 % — от 45 до 64 лет и 10,8 % — в возрасте 65 лет и старше. Средний возраст жителей составил 42 года. На каждые 100 женщин в Бей-Хилл приходилось 97,8 мужчин, при этом на каждые сто женщин 18 лет и старше приходилось 96,0 мужчин также старше 18 лет.
Средний доход на одно домашнее хозяйство статистически обособленной местности составил 99 894 доллара США, а средний доход на одну семью — 101 246 долларов. При этом мужчины имели средний доход в 78 170 долларов США в год против 38 889 долларов среднегодового дохода у женщин. Доход на душу населения статистически обособленной местности составил 99 894 доллара в год. 3,8 % от всего числа семей в населённом пункте и 4,3 % от всей численности населения находилось на момент переписи населения за чертой бедности, при этом 4,2 % из них были моложе 18 лет и 2,7 % — в возрасте 65 лет и старше.